# Joseph and the Amazing Technicolor Dreamcoat
Joseph and the Amazing Technicolor Dreamcoat (José el Soñador en México), es la primera ópera rock escrita por los famosos autores Andrew Lloyd Webber y Tim Rice. Originalmente compuesta para ser presentada en concierto, como una especie de oratorio que duraba 25 minutos. De esta forma, en una lluviosa tarde londinense de un primero de marzo, se estrenaba la historia Bíblica de Jacob, sus doce hijos y a su vez sería el inicio de una exitosa carrera artística para estos dos jóvenes ingleses entre cuyas obras figuran Jesucristo Superstar, Evita, Cats y muchas otras.
Su inmenso éxito, la pieza fue creciendo gradualmente hasta que finalmente cruzó la frontera británica, siendo presentada ya como ópera rock en el Festival de Edimburgo y posteriormente, después de un muy corto tiempo en Off Broadway, emprendió su prueba definitiva, ya con una duración de más de 90 minutos, en Broadway a finales de 1982.
Joseph and the Amazing Technicolor Dreamcoat fue nominada para 5 premios Tony, incluyendo “Mejor Musical” obteniendo a su vez el galardón de la asociación de Críticos de Nueva York como la “Mejor Canción” por su tema final “Any Dream Will Do”, “Cualquier sueño me vale”.

## Sinopsis
José, hijo de Jacob, es un joven pastor que vive en la tierra de Canaán junto a sus once hermanos. Jacob, su padre, siempre mostró preferencia por José sobre sus hermanos, lo que levantaba los celos de los demás hermanos. Cuando a José le es regalado una túnica multicolor, sus hermanos presos de la ira, lo venden como esclavo a unos ismaelitas, fingiendo la muerte de su hermano ante su padre para ocultar el crimen. José es vendido como esclavo a un mercader egipcio, y es en Egipto donde su suerte cambia pues su habilidad para interpretar los sueños le gana la confianza del faraón Ramsés. José les tenderá una trampa a sus hermanos para enseñarles una lección de vida y finalmente reencontrarse con ellos como un hombre poderoso.

## Producciones en español
En México se presentó en 1983 de la mano de la productora Julissa, teniendo como elenco principal a Memo Méndez como José, María del Sol como la narradora y Manuel Landeta como cover de José, y en 2004 bajo la producción de Ocesa Teatro y Morris Gilbert, protagonizada por Mauricio Salas, Lisardo como el faraón, y alternando respectivamente como narradora Lolita Cortés, Angélica Vale y Anabel Dueñas. En marzo del 2022 se lanzó una nueva producción bajo la mano de Gou Producciones teniendo como cartel principal a Carlos Rivera como José, Kalimba como el faraón y Fela Domínguez como la narradora. Para mayo del mismo año se espera un cambio en los roles teniendo a Kalimba como José, en el papel del faraón están Erik Rubín y Leonardo de Lozanne, Fela Domínguez continua como la narradora.
En Venezuela se presentó como estreno mundial en español, con traducción de Edwin Muñoz y dirigida por Emilio de Soto en 1983. La versión venezolana incluso superó en magnitud a la de Broadway, ya que contó con 151 actores, cantantes y bailarines en el escenario, una orquesta sinfónica de 35 músicos y un grupo rock en vivo en cada función.
Joseph and the Amazing Technicolor Dreamcoat cuenta con multitud de premios internacionales y ha sido representado en numerosas ciudades a lo largo de todo el mundo.

## Números Musicales
| Acto I - Obertura/Prólogo - Narradora - Algo en que soñar - José & Ensamble infantil. - Jacob y sus hijos - Narradora, hermanos, esposas, José & Ensamble infantil. - La túnica de José - Jacob, Narradora, Hermanos, José & Ensamble infantil. - Los sueños de José - Narradora, Hermanos, José. - Pobre, pobre José - Narradora, Hermanos, José & Ensamble infantil. - Un ángel más en el cielo - Rubén, hermanos, Jacob, Naftali, & esposas. - Putifar - Narradora, Putifar, Esposa de Putifar, José, Ensamble. - Cierren las puertas - José, ensamble infantil. - ¡Vamos! ¡Vamos! ¡Vamos José! - Narradora, Panadero, Mayordomo, José, & Ensamble. | Acto II - Entreacto - Orquesta - La Historia del Faraón - Narradora y ensamble infantil. - Pobre, pobre Faraón - Narradora, Mayordomo, José, Faraón, Ensamble. - Canción del Faraón (Siete vacas gordas) - Faraón y Ensamble. - La explicación del sueño - José y ensamble infantil. - Rey de mi corazón - Faraón - Espantar los cuervos - Narrador, José , Faraón y Ensamble. - Aquellos días de Canaán - Simeón, Jacob, hermanos, narradora. - El viaje a Egipto- Narrador, Rubén, hermanos y José. - ¡Ruego, ruego!- José, hermanos, narradora, ensamble. - ¿Quién es el ladrón? - José, Narrador, ensamble infantil. - El Calipso de Benjamín - Judá, hermanos (menos Benjamín). - Siempre José - Narrador, José y ensamble infantil. - Jacob en Egipto- Toda la compañía. - Algo en que soñar (reprise) / Denme mi túnica de colores - José, toda la compañía. - Megamix - Toda la compañía. |

- Datos: Q1146264
- Multimedia: Joseph and the Amazing Technicolor Dreamcoat / Q1146264